# Журавлине (Челябінська область)
Журавлине (рос. Журавлиное) — присілок у Октябрському районі Челябінської області Російської Федерації.
Входить до складу муніципального утворення М'яконькське сільське поселення. Населення становить 224 особи (2010). Населений пункт розташований на землях українського культурного та етнічного краю Сірий Клин.

## Історія
Від 4 листопада 1926 року належить до Октябрського району Челябінської області.
Згідно із законом від 15 вересня 2004 року органом місцевого самоврядування є М'яконькське сільське поселення.

## Населення
| 2002 | 2010 |
| ---- | ---- |
| 333  | ↘224 |